# Paolo Spoladore
Don Paolo Spoladore (Pádua, 1960) é um padre católico italiano que há muitos anos alterna a sua atividade religiosa com a de cantor e compositor de peças devotas inspiradas na Bíblia e no Evangelho.
Spoladore freqüentou o seminário até receber a ordenação no ano de 1984; sua paixão pela música o levou, desde muito jovem, a compor diversos canções religiosas de inspiração cristã, que obtiveram um grande sucesso entre as comunidades cristãs locais. Com o tempo sua popularidade aumentou, levando-o a se apresentar em diversos lugares da Itália e da Europa.
Na década de 1980 fundou a Usiogope Edizioni, uma editora multimídia que se encarrega de lançar suas obras e organizar shows e cursos de comunicação ministrados pelo próprio Spoladore.
Desde 1984 passou a compilar e lançar suas canções em diversos álbuns, nos quais propõe, além de composições originais, versões de orações cristãs clássicas reinterpretadas de um ponto de vista moderno; entre as mais famosas estão o Pai Nosso, a Ave Maria, o Magnificat e o Cântico das Criaturas.
Desde 2001 publica anualmente uma série de livros que contêm suas reflexões sobre o Evangelho.
Em Portugal o CD UT será editado pelas Edições Salesianas e terá o seu lançamento previsto para 7 de Março de 2009. Será interpretado por João Pedro Neves.

## Discografia
- Così (1984)
- Come in Cielo così in terra (1992)
- Outback (1995)
- Dacci pace (1997)
- Tu sei (1999)
- Hermano mio (2000)
- Unanima (2001)
- UT (2006)